# Пезарези, Эммануэле
Эммануэле Пезарези (итал. Emmanuele Pesaresi; род. 10 декабря 1976, Анкона) — итальянский футболист, защитник. Играл за ряд итальянских клубов, такие как: «Сампдория», «Лацио» и «Лечче», а также экс-игрок молодёжных сборных Италии.

## Карьера
Эммануэли Пезарези начал свою карьеру в клубе «Анкона» из Серии B.
В 1995 году он подписал контракт с «Сампдорией» из Серии А. В сезоне 1998/99, он ушел в аренду «Наполи», играющем в Серии B. В сезоне 1999/00 он вернулся в «Сампдорию», которая к тому времени, также играла в Серии B.
В 2000 году он подписал контракт с «Лацио» из серии А, но в чемпионате сыграл лишь две игры, и в следующем сезоне он уехал в аренду в португальскую «Бенфику».